# Statistiche e record della Società Sportiva Lazio
Nella presente pagina sono riportate le statistiche nonché record riguardanti la Società Sportiva Lazio, società calcistica italiana per azioni con sede a Roma.

## Statistiche e record individuali

### Record di giocatori

#### Presenze e reti
- Ștefan Radu detiene il maggior numero di presenze ufficiali con la maglia della Lazio, con 427 incontri disputati,[1] nonché il record, con 349, delle gare disputate in campionato.
- Luca Marchegiani è il portiere con il maggior numero di presenze ufficiali per la Lazio (339 incontri tra il 1993 e il 2003), nonché quello che vanta per la squadra il record di imbattibilità (745 minuti nel 1997-98)[1].
- Aldo Spivach realizzò il primo goal della Lazio nel campionato a girone unico (Lazio-Bologna 3-0). La rete numero 1000 è dell'italo-argentino Enrique Flamini, quelle numero 2000 e 3000 rispettivamente del tedesco Thomas Doll e del serbo Aleksandar Kolarov[2].
- Giorgio Chinaglia fu il primo calciatore a realizzare un goal per la Lazio in una competizione UEFA (Coppa UEFA 1973-74) in occasione della gara interna vinta contro gli svizzeri del Sion per 3-0. Chinaglia è anche il miglior marcatore laziale nelle coppe europee (incluse le competizioni non riconosciute a livello confederale), nonché il giocatore italiano con la miglior media reti segnate / incontri di campionato disputati (319 in 429 partite tra Serie A e NASL)[3].
- Ciro Immobile con 207 goal realizzati è il miglior marcatore di sempre; è anche il miglior marcatore per quanto concerne i campionati italiani, avendo segnato 169 reti in Serie A con la maglia biancoceleste. Insieme a Gonzalo Higuaín, detiene il record di reti realizzate in una singola stagione di serie A (36 nel campionato 2019-20). Inoltre, è il migliore marcatore per quanto riguarda le competizioni UEFA per club, avendo segnato 26 gol.
- Sergej Milinković-Savić è il miglior realizzatore straniero di sempre, con 69 reti segnate tra campionato e coppe.
- Silvio Piola fu il primo calciatore della Lazio a realizzare una rete nella coppa nazionale (Coppa Italia 1935-36) in occasione della gara interna vinta contro il Venezia per 2-0[1]; è anche il primo laziale ad avere realizzato un goal in una competizione europea (Coppa dell'Europa Centrale 1937), seppur non riconosciuta a livello confederale, in occasione della gara esterna pareggiata contro gli ungheresi dell'MTK per 1-1[1].

Dati aggiornati al 1º luglio 2025.
| Presenze totali 1. Ștefan Radu: 427 2. Giuseppe Favalli: 401 3. Giuseppe Wilson: 392 4. Paolo Negro: 376 5. Senad Lulić: 371 6. Aldo Puccinelli: 342 7. Sergej Milinković-Savić: 341 8. Ciro Immobile: 340 9. Luca Marchegiani: 339 10. Vincenzo D'Amico: 338 | Reti segnate totali 1. Ciro Immobile: 207 2. Silvio Piola: 159 3. Giuseppe Signori: 127 4. Giorgio Chinaglia: 120 5. Bruno Giordano: 108 6. Tommaso Rocchi: 105 7. Aldo Puccinelli: 78 8. Fulvio Bernardini: 73 9. Sergej Milinković-Savić: 69 10. Dante Filippi: 65 | Rigori segnati totali 1. Ciro Immobile: 60 2. Giuseppe Signori: 38 3. Giorgio Chinaglia: 35 4. Bruno Giordano: 24 5. Antonio Candreva: 17 6. Vincenzo D'Amico: 15 7. Renzo Burini: 15 8. Siniša Mihajlović: 13 9. Massimo Oddo: 13 10. Silvio Piola: 11 Rubén Sosa: 11 |

| Presenze in campionati italiani * 1. Ștefan Radu: 349 2. Aldo Puccinelli: 339 3. Giuseppe Wilson: 324 4. Giuseppe Favalli: 298 5. Senad Lulić: 282 6. Vincenzo D'Amico: 276 7. Enrique Flamini: 272 8. Ciro Immobile: 270 9. Idilio Cei: 268 10. Sergej Milinković-Savić: 267 | Reti in campionati italiani * 1. Ciro Immobile: 169 2. Silvio Piola: 143 3. Giuseppe Signori: 107 4. Giorgio Chinaglia: 98 5. Bruno Giordano: 86 6. Tommaso Rocchi: 82 7. Aldo Puccinelli: 77 8. Sergej Milinković-Savić: 57 9. Miroslav Klose: 54 10. Renzo Garlaschelli: 51   |
| Reti in Serie A 1. Ciro Immobile: 169 2. Silvio Piola: 143 3. Giuseppe Signori: 107 4. Tommaso Rocchi: 82 5. Giorgio Chinaglia: 77 6. Aldo Puccinelli: 75 7. Bruno Giordano: 68 8. Sergej Milinković-Savić: 57 9. Miroslav Klose: 54 10. Renzo Garlaschelli: 49               | Reti in Serie B 1. Juan Carlos Morrone: 34 2. Giorgio Chinaglia: 21 3. Giuseppe Massa: 21 4. Oliviero Garlini: 18 5. Bruno Giordano: 18 6. Vincenzo D'Amico: 15 7. Giuliano Fortunato: 13 8. Paolo Monelli: 13 9. Alberto Bigon: 12 10. Claudio Bizzarri: 11 Mario Maraschi: 11 |

| Presenze nelle coppe nazionali ** 1. Giuseppe Wilson: 58 2. Vincenzo D'Amico: 55 3. Paolo Negro: 48 4. Giuseppe Favalli: 46 5. Bruno Giordano: 43 6. Luigi Martini: 39 7. Renzo Garlaschelli: 38 8. Luca Marchegiani: 38 9. Guerino Gottardi: 34 10. Roberto Badiani: 31 Senad Lulić: 31 | Reti nelle coppe nazionali ** 1. Bruno Giordano: 18 2. Giuseppe Signori: 17 3. Giorgio Chinaglia: 13 4. Humberto Tozzi: 13 5. Ciro Immobile: 12 6. Vincenzo D'Amico: 11 7. Tommaso Rocchi: 11 8. Goran Pandev: 10 9. Renzo Garlaschelli: 9 10. Alen Bokšić: 8 |

(*) Sono compresi i campionati di Divisione Nazionale, Serie A e Serie B.

(**) Sono comprese la Coppa Italia e la Supercoppa italiana.

(***) Giocatori ancora in attività con la Società Sportiva Lazio.
| Presenze nelle comp. internazionali * 1. Paolo Negro: 64 2. Senad Lulić: 58 3. Luca Marchegiani: 58 4. Giuseppe Favalli: 57 5. Adam Marušić: 51*** 6. Sergej Milinković-Savić: 49 7. Giuseppe Pancaro: 49 8. Ștefan Radu: 49 9. Dejan Stanković: 48 10. Felipe Anderson: 47 11. Luis Alberto: 47 | Reti nelle comp. internazionali * 1. Giorgio Chinaglia: 27 2. Ciro Immobile: 26 3. Simone Inzaghi: 20 4. Pavel Nedvěd: 12 5. Tommaso Rocchi: 12 6. Libor Kozák: 11 7. Pierluigi Casiraghi: 10 8. Pedro: 10*** 9. Silvio Piola: 10 10. Felipe Anderson: 9 11. Claudio López: 9 12. Marco Parolo: 9 13. Marcelo Salas: 9 | Reti nelle comp. UEFA per club 1. Ciro Immobile: 26 2. Simone Inzaghi: 20 3. Pavel Nedvěd: 12 4. Tommaso Rocchi: 12 5. Libor Kozák: 11 6. Pierluigi Casiraghi: 10 7. Pedro: 10*** 8. Felipe Anderson: 9 9. Giorgio Chinaglia: 9 10. Claudio López: 9 11. Marco Parolo: 9 12. Marcelo Salas: 9 |

(*) Sono comprese: Champions League - Coppe - UEFA - Europa League - Conference League - Intertoto - Supercoppa - Fiere - Mitropa - Alpi.

(***) Giocatori ancora in attività con la Società Sportiva Lazio.

#### Capocannonieri per singola stagione
| Capocannonieri in campionati italiani * 1. Silvio Piola: 21 (1936-1937) 2. Silvio Piola: 21 (1942-1943) 3. Giorgio Chinaglia: 21 (1971-1972) 4. Giorgio Chinaglia: 24 (1973-1974) 5. Bruno Giordano: 19 (1978-1979) 6. Bruno Giordano: 18 (1982-1983) 7. Oliviero Garlini: 18 (1985-1986) 8. Giuseppe Signori: 26 (1992-1993) 9. Giuseppe Signori: 23 (1993-1994) 10. Giuseppe Signori: 24 (1995-1996) 11. Hernán Crespo: 26 (2000-2001) 12. Ciro Immobile: 29 (2017-2018) 13. Ciro Immobile: 36 (2019-2020) 14. Ciro Immobile: 27 (2021-2022) | Capocannonieri in Coppa Italia 1. Humberto Tozzi: 11 (1958) 2. Giuseppe Signori: 6 (1992-1993) 3. Giuseppe Signori: 6 (1997-1998) 4. Stefano Fiore: 6 (2003-2004) 5. Goran Pandev: 6 (2008-2009) | Capocannonieri in comp. internazionali ** 1. Giorgio Chinaglia: 7 (1971) 2. Libor Kozák: 8 (2012-2013) 3. Ciro Immobile: 8 (2017-2018) |

(*) Sono compresi i campionati di Divisione Nazionale, Serie A e Serie B.

(**) Sono comprese: Champions League - Coppe - UEFA - Europa League - Conference League - Intertoto - Supercoppa - Fiere - Mitropa - Alpi.

#### Imbattibilità dei portieri
1. Luca Marchegiani: 745'
2. Fernando Orsi: 724'
3. Ivan Provedel: 620'***
4. Ivan Provedel: 607'***
5. Felice Pulici: 606'
6. Claudio Bandoni: 548'
7. Silvano Martina: 531'
8. Valerio Fiori: 518'
9. Idilio Cei: 516'
10. Federico Marchetti: 512'

(*) Sono compresi i campionati di Divisione Nazionale, Serie A e Serie B.

(***) Giocatori ancora in attività con la Società Sportiva Lazio.

### Record di allenatori
- Guido Baccani è l'allenatore che ha vissuto il periodo più lungo sulla panchina della Lazio, avendo guidato, anche per alcune annate in veste di direttore tecnico, la formazione biancoceleste ininterrottamente per 18 stagioni dal 1906 al 1924, incluse le annate in cui le attività sportive sono state interrotte per cause belliche.
- Simone Inzaghi detiene il maggior numero di presenze sulla panchina della Lazio, avendo guidato la compagine capitolina per 251 incontri ufficiali, dal 2016 al 2021.
- Juan Carlos Lorenzo è l'allenatore straniero che vanta il maggior numero di presenze sulla panchina delle Aquile, ben 194. L'argentino ha guidato la Lazio in tre diversi periodi: dal 1962 al 1964, dal 1968 al 1971 e nel campionato 1984/85.
- Fulvio Bernardini è l'allenatore che per primo ha regalato alla Lazio un trofeo ufficiale, quando nel 1958 condusse la squadra biancoceleste verso la vittoria della Coppa Italia.
- Sven-Göran Eriksson è l'allenatore più vincente della storia biancoceleste. Negli anni in cui ha allenato la Lazio, dal 1997 fino al gennaio 2001, lo svedese condusse la formazione romana verso la conquista di ben 7 titoli: 1 Scudetto, 2 Coppe Italia, 2 Supercoppe italiane, 1 Coppa delle Coppe e 1 Supercoppa UEFA.
- I tecnici che hanno vinto almeno una competizione sono: Fulvio Bernardini (Coppa Italia 1958), Juan Carlos Lorenzo (Serie B 1968/69), Roberto Lovati (Coppa delle Alpi 1971), Tommaso Maestrelli (Scudetto 1973/74), Roberto Mancini (Coppa Italia 2003/04), Delio Rossi (Coppa Italia 2008/09), Davide Ballardini (Supercoppa italiana 2009), Vladimir Petković (Coppa Italia 2012/13) e Simone Inzaghi (Supercoppa Italiana 2017, Coppa Italia 2018/19, Supercoppa Italiana 2019).

1. Simone Inzaghi: 251
2. Dino Zoff: 202
3. Juan Carlos Lorenzo: 194
4. Sven-Göran Eriksson: 188
5. Delio Rossi: 184
6. Tommaso Maestrelli: 183
7. Maurizio Sarri: 137***
8. Edoardo Reja: 131
9. Mario Sperone: 128
10. Zdeněk Zeman: 118

| Panchine in campionati italiani * 1. Simone Inzaghi: 197 2. Juan Carlos Lorenzo: 184 3. Dino Zoff: 176 4. Delio Rossi: 152 5. Tommaso Maestrelli: 145 6. Mario Sperone: 128 7. Sven-Göran Eriksson: 115 8. Edoardo Reja: 112 9. Maurizio Sarri: 104*** 10. Zdeněk Zeman: 86 | Panchine nelle coppe nazionali ** 1. Tommaso Maestrelli: 34 2. Sven-Göran Eriksson: 30 3. Simone Inzaghi: 20 4. Delio Rossi: 20 5. Zdeněk Zeman: 16 6. Fulvio Bernardini: 15 7. Roberto Mancini: 14 8. Dino Zoff: 14 9. Eugenio Fascetti: 12 10. Roberto Lovati: 12 11. Giuseppe Materazzi: 12 |

(*) Sono compresi i campionati di Divisione Nazionale, Serie A e Serie B.

(**) Sono comprese la Coppa Italia e la Supercoppa italiana.
| Panchine nelle comp. internazionali * 1. Sven-Göran Eriksson: 43 2. Simone Inzaghi: 34 3. Maurizio Sarri: 26*** 4. Roberto Mancini: 20 5. Vladimir Petković: 20 6. Zdeněk Zeman: 16 7. Marco Baroni 12 8. Stefano Pioli: 12 9. Edoardo Reja: 12 10. Delio Rossi: 12 11. Dino Zoff: 12 |

(*) Sono comprese: Champions League - Coppe - UEFA - Europa League - Conference League - Intertoto - Supercoppa - Fiere - Mitropa - Alpi.

(***) Allenatori ancora in attività con la Società Sportiva Lazio.
La tabella riporta la lista degli allenatori con almeno un primo posto in una competizione ufficiale.
| Nome                | Periodo   | Trofei                                                                             |
| ------------------- | --------- | ---------------------------------------------------------------------------------- |
| Fulvio Bernardini   | 1958–1960 | Coppa Italia                                                                       |
| Juan Carlos Lorenzo | 1968–1971 | Serie B                                                                            |
| Tommaso Maestrelli  | 1971–1975 | Serie A                                                                            |
| Sven-Göran Eriksson | 1997–2001 | 2 Coppe Italia, 2 Supercoppe italiane, Serie A, Coppa delle Coppe, Supercoppa UEFA |
| Roberto Mancini     | 2002–2004 | Coppa Italia                                                                       |
| Delio Rossi         | 2005–2009 | Coppa Italia                                                                       |
| Davide Ballardini   | 2009–2010 | Supercoppa italiana                                                                |
| Vladimir Petković   | 2012–2014 | Coppa Italia                                                                       |
| Simone Inzaghi      | 2016–2021 | 2 Supercoppe italiane, Coppa Italia                                                |

## Statistiche di squadra

### Partecipazioni

#### Campionati nazionali a girone unico
| Livello | Categoria | Partecipazioni | Debutto   | Ultima stagione |
| ------- | --------- | -------------- | --------- | --------------- |
| 1º      | Serie A   | 83             | 1929-1930 | 2025-2026       |
| 2º      | Serie B   | 11             | 1961-1962 | 1987-1988       |

Campionati di Serie A e B a girone unico che sono stati disputati a partire dalla stagione 1929-1930.

#### Divisione Nazionale e Cadetteria (Prima Divisione)
| Livello | Categoria           | Partecipazioni | Debutto   | Ultima stagione |
| ------- | ------------------- | -------------- | --------- | --------------- |
| 1º      | Divisione Nazionale | 3              | 1927-1928 | 1945-1946       |
| 2º      | Prima Divisione     | 1              | 1926-1927 | 1926-1927       |

All'immissione a pieno titolo delle squadre meridionali nel campionato nazionale nel 1926, la Lazio fu iscritta alla Prima Divisione Sud, la serie cadetta dell'epoca. La Divisione Nazionale fu invece il nome del massimo campionato di calcio italiano nel triennio alla fine degli anni venti, la Lazio campione dell'Italia meridionale 1926-27 venne promossa nella Divisione Nazionale 1927-28.

#### Tornei di Lega Sud
| Livello | Categoria | Partecipazioni | Debutto   | Ultima stagione |
| ------- | --------- | -------------- | --------- | --------------- |
| 1º      | Sud       | 7              | 1912-1913 | 1924-1925       |
| 1º      | Lazio     | 3              | 1919-1920 | 1925-1926       |

Prima dell'accesso nell'odierna Lega Calcio nel 1926, la Lazio disputò 10 stagioni nel calcio meridionale a partire dall'esordio, avvenuto il 3 novembre 1912, nella prima competizione riconosciuta dalla FIGC: la Prima Categoria. In tre occasioni (1913, 1914, 1923) i biancocelesti affrontarono la finalissima nazionale. La statistica suddivide le annate gareggiate a livello interregionale da quelle disputate nel massimo campionato laziale (odierna Eccellenza). Non sono comprese le stagioni sportive sospese per la Grande Guerra.

#### Totale Campionati nazionali
| Livello | Categoria | Partecipazioni | Debutto   | Ultima stagione |
| ------- | --------- | -------------- | --------- | --------------- |
| 1º      | A         | 96             | 1912-1913 | 2025-2026       |
| 2º      | B         | 12             | 1926-1927 | 1987-1988       |

### Piazzamenti in campionato
| Stagione | Serie | Pos | G  | V  | N  | P  | GF | GS | Pt |
| -------- | ----- | --- | -- | -- | -- | -- | -- | -- | -- |
| 1929-30  | A     | 15º | 34 | 10 | 8  | 16 | 49 | 50 | 28 |
| 1930-31  | A     | 8º  | 34 | 15 | 5  | 14 | 45 | 44 | 35 |
| 1931-32  | A     | 13º | 34 | 10 | 7  | 17 | 45 | 53 | 27 |
| 1932-33  | A     | 10º | 34 | 12 | 9  | 13 | 42 | 44 | 33 |
| 1933-34  | A     | 10º | 34 | 11 | 9  | 14 | 48 | 66 | 31 |
| 1934-35  | A     | 5º  | 30 | 13 | 6  | 11 | 55 | 46 | 32 |
| 1935-36  | A     | 7º  | 30 | 11 | 8  | 11 | 48 | 42 | 30 |
| 1936-37  | A     | 2º  | 30 | 17 | 5  | 8  | 56 | 42 | 39 |
| 1937-38  | A     | 8º  | 30 | 11 | 10 | 9  | 48 | 30 | 32 |
| 1938-39  | A     | 10º | 30 | 11 | 6  | 13 | 33 | 40 | 28 |
| 1939-40  | A     | 4º  | 30 | 12 | 11 | 7  | 44 | 36 | 35 |
| 1940-41  | A     | 14º | 30 | 7  | 13 | 10 | 38 | 42 | 27 |
| 1941-42  | A     | 5º  | 30 | 14 | 9  | 7  | 55 | 37 | 37 |
| 1942-43  | A     | 9º  | 30 | 10 | 8  | 12 | 56 | 59 | 28 |
| 1945-46  | DN    | 7º  | 20 | 6  | 5  | 9  | 19 | 19 | 17 |
| 1946-47  | A     | 10º | 38 | 12 | 12 | 14 | 56 | 56 | 36 |
| 1947-48  | A     | 10º | 40 | 13 | 13 | 14 | 54 | 55 | 39 |
| 1948-49  | A     | 13º | 38 | 11 | 12 | 15 | 60 | 62 | 34 |
| 1949-50  | A     | 4º  | 38 | 18 | 10 | 10 | 67 | 43 | 46 |
| 1950-51  | A     | 4º  | 38 | 18 | 10 | 10 | 64 | 50 | 46 |
| 1951-52  | A     | 4º  | 38 | 15 | 13 | 10 | 60 | 49 | 43 |
| 1952-53  | A     | 10º | 34 | 12 | 7  | 15 | 38 | 44 | 31 |
| 1953-54  | A     | 11º | 34 | 10 | 9  | 15 | 40 | 42 | 29 |
| 1954-55  | A     | 12º | 34 | 11 | 8  | 15 | 41 | 52 | 30 |
| 1955-56  | A     | 3º  | 34 | 14 | 11 | 9  | 54 | 46 | 39 |
| 1956-57  | A     | 3º  | 34 | 14 | 13 | 7  | 52 | 40 | 41 |
| 1957-58  | A     | 12º | 34 | 10 | 10 | 14 | 45 | 65 | 30 |
| 1958-59  | A     | 11º | 34 | 10 | 10 | 14 | 37 | 54 | 30 |
| 1959-60  | A     | 12º | 34 | 9  | 12 | 13 | 32 | 45 | 30 |
| 1960-61  | A     | 18º | 34 | 5  | 8  | 21 | 30 | 63 | 18 |
| 1961-62  | B     | 4º  | 38 | 14 | 14 | 10 | 50 | 28 | 42 |
| 1962-63  | B     | 2º  | 38 | 18 | 12 | 8  | 50 | 31 | 48 |
| 1963-64  | A     | 8º  | 34 | 9  | 12 | 13 | 21 | 24 | 30 |
| 1964-65  | A     | 14º | 34 | 8  | 13 | 13 | 25 | 38 | 29 |
| 1965-66  | A     | 13º | 34 | 8  | 13 | 13 | 28 | 41 | 29 |
| 1966-67  | A     | 15º | 34 | 6  | 15 | 13 | 20 | 35 | 27 |
| 1967-68  | B     | 11º | 40 | 10 | 18 | 12 | 27 | 33 | 38 |
| 1968-69  | B     | 1º  | 38 | 17 | 16 | 5  | 55 | 27 | 50 |
| 1969-70  | A     | 8º  | 30 | 11 | 7  | 12 | 33 | 32 | 29 |
| 1970-71  | A     | 15º | 30 | 5  | 12 | 13 | 28 | 43 | 22 |
| 1971-72  | B     | 2º  | 38 | 18 | 13 | 7  | 48 | 28 | 49 |
| 1972-73  | A     | 3º  | 30 | 16 | 11 | 3  | 33 | 16 | 43 |
| 1973-74  | A     | 1º  | 30 | 18 | 7  | 5  | 45 | 23 | 43 |
| 1974-75  | A     | 4º  | 30 | 14 | 9  | 7  | 34 | 28 | 37 |
| 1975-76  | A     | 13º | 30 | 6  | 11 | 13 | 13 | 35 | 23 |
| 1976-77  | A     | 5º  | 30 | 10 | 11 | 9  | 34 | 28 | 31 |
| 1977-78  | A     | 10º | 30 | 8  | 10 | 12 | 31 | 38 | 26 |
| 1978-79  | A     | 8º  | 30 | 9  | 11 | 10 | 35 | 40 | 29 |
| 1979-80  | A     | 15º | 30 | 5  | 15 | 10 | 21 | 25 | 25 |
| 1980-81  | B     | 4º  | 38 | 13 | 20 | 5  | 50 | 32 | 46 |
| 1981-82  | B     | 11º | 38 | 11 | 15 | 12 | 38 | 35 | 37 |
| 1982-83  | B     | 2º  | 38 | 14 | 18 | 6  | 44 | 32 | 46 |
| 1983-84  | A     | 13º | 30 | 8  | 9  | 13 | 35 | 49 | 25 |
| 1984-85  | A     | 15º | 30 | 2  | 11 | 17 | 16 | 45 | 15 |
| 1985-86  | B     | 11º | 38 | 11 | 14 | 13 | 38 | 42 | 36 |
| 1986-87  | B     | 16º | 38 | 14 | 14 | 10 | 35 | 28 | 33 |
| 1987-88  | B     | 3º  | 38 | 15 | 17 | 6  | 42 | 35 | 47 |
| 1988-89  | A     | 11º | 34 | 5  | 19 | 10 | 23 | 32 | 29 |
| 1989-90  | A     | 9º  | 34 | 8  | 15 | 11 | 34 | 33 | 31 |
| 1990-91  | A     | 11º | 34 | 8  | 19 | 7  | 33 | 36 | 35 |
| 1991-92  | A     | 11º | 34 | 11 | 12 | 11 | 43 | 40 | 34 |
| 1992-93  | A     | 5º  | 34 | 13 | 12 | 9  | 65 | 51 | 38 |
| 1993-94  | A     | 3º  | 34 | 17 | 10 | 7  | 55 | 40 | 44 |
| 1994-95  | A     | 3º  | 34 | 19 | 6  | 9  | 69 | 34 | 63 |
| 1995-96  | A     | 3º  | 34 | 17 | 8  | 9  | 66 | 38 | 59 |
| 1996-97  | A     | 4º  | 34 | 15 | 10 | 9  | 54 | 37 | 55 |
| 1997-98  | A     | 7º  | 34 | 16 | 8  | 10 | 53 | 30 | 56 |
| 1998-99  | A     | 2º  | 34 | 20 | 9  | 5  | 65 | 31 | 69 |
| 1999-00  | A     | 1º  | 34 | 21 | 9  | 4  | 64 | 33 | 72 |
| 2000-01  | A     | 3º  | 34 | 21 | 6  | 7  | 65 | 36 | 69 |
| 2001-02  | A     | 6º  | 34 | 14 | 11 | 9  | 50 | 37 | 53 |
| 2002-03  | A     | 4º  | 34 | 15 | 15 | 4  | 57 | 32 | 60 |
| 2003-04  | A     | 6º  | 34 | 16 | 8  | 10 | 52 | 38 | 56 |
| 2004-05  | A     | 13º | 38 | 11 | 11 | 16 | 48 | 53 | 44 |
| 2005-06  | A     | 16º | 38 | 16 | 14 | 8  | 57 | 47 | 32 |
| 2006-07  | A     | 3º  | 38 | 18 | 11 | 9  | 59 | 33 | 62 |
| 2007-08  | A     | 12º | 38 | 11 | 13 | 14 | 47 | 51 | 46 |
| 2008-09  | A     | 10º | 38 | 15 | 5  | 18 | 46 | 55 | 50 |
| 2009-10  | A     | 12º | 38 | 11 | 13 | 14 | 39 | 43 | 46 |
| 2010-11  | A     | 5º  | 38 | 20 | 6  | 12 | 55 | 39 | 66 |
| 2011-12  | A     | 4º  | 38 | 18 | 8  | 12 | 56 | 47 | 62 |
| 2012-13  | A     | 7º  | 38 | 18 | 7  | 13 | 51 | 42 | 61 |
| 2013-14  | A     | 9º  | 38 | 15 | 11 | 12 | 54 | 54 | 56 |
| 2014-15  | A     | 3º  | 38 | 21 | 6  | 11 | 71 | 38 | 69 |
| 2015-16  | A     | 8º  | 38 | 15 | 9  | 14 | 52 | 52 | 54 |
| 2016-17  | A     | 5º  | 38 | 21 | 7  | 10 | 74 | 51 | 70 |
| 2017-18  | A     | 5º  | 38 | 21 | 9  | 8  | 89 | 49 | 72 |
| 2018-19  | A     | 8º  | 38 | 17 | 8  | 13 | 56 | 46 | 59 |
| 2019-20  | A     | 4º  | 38 | 24 | 6  | 8  | 79 | 42 | 78 |
| 2020-21  | A     | 6º  | 38 | 21 | 5  | 12 | 61 | 55 | 68 |
| 2021-22  | A     | 5º  | 38 | 18 | 10 | 10 | 77 | 58 | 64 |
| 2022-23  | A     | 2º  | 38 | 22 | 8  | 8  | 60 | 30 | 74 |
| 2023-24  | A     | 7º  | 38 | 18 | 7  | 13 | 49 | 39 | 61 |
| 2024-25  | A     | 7º  | 38 | 18 | 11 | 9  | 61 | 49 | 65 |
| 2025-26  | A     | -º  | 38 | -  | -  | -  | -  | -  | -  |

#### Piazzamenti notevoli

##### Serie A
La Lazio ha partecipato a 96 campionati di massima serie, 83 dei quali di Serie A a girone unico. In tali stagioni è salita 13 volte sul podio:
- 2 primi posti (1973-74 e 1999-00)
- 3 secondi posti (1936-37, 1998-99, 2022-23)
- 8 terzi posti: (1955-56, 1956-57, 1972-73, 1994-95, 1995-96, 2000-01, 2006-07, 2014-15)

##### Serie B
La Lazio ha partecipato a 12 campionati di serie cadetta, 11 dei quali di Serie B. In tali stagioni ha ottenuto 5 promozioni:
- 1 per vittoria del campionato (1968-69)
- 3 per secondi posti (1962-63, 1971-72, 1982-83)
- 1 per piazzamento utile (1987-88)

##### Coppa Italia
La Lazio ha partecipato a 77 edizioni della Coppa Italia. È arrivata in finale in 10 occasioni:
- 7 finali vinte (1958, 1997-98, 1999-00, 2003-04, 2008-09, 2012-13, 2018-19)
- 3 finali perse (1960-61, 2014-15, 2016-17)

##### Supercoppa Italiana
La Lazio ha partecipato a 9 edizioni della Supercoppa italiana:
- Finali vinte: 5 (1998, 2000, 2009, 2017, 2019)
- Finali perse: 3 (2004, 2013, 2015)
- Semifinalista: 1 (2023)

Dati a partire dalla creazione del Campionato Nazionale nel 1926 e aggiornati alla stagione 2025-2026.

##### La Lazio nelle competizioni internazionali
| Competizione                                | Partecipazioni | Debutto   | Ultima stagione |
| UEFA Champions League                       | 8              | 1999-2000 | 2023-2024       |
| Coppa delle Coppe                           | 1              | 1998-1999 | 1998-1999       |
| UEFA Europa League                          | 21             | 1973-1974 | 2024-2025       |
| UEFA Europa Conference League               | 1              | 2022-2023 | 2022-2023       |
| Supercoppa UEFA                             | 1              | 1999      | 1999            |
| Coppa Intertoto UEFA                        | 1              | 2005      | 2005            |
| Coppa delle Fiere                           | 1              | 1970-1971 | 1970-1971       |
| Coppa Mitropa ex Coppa dell'Europa Centrale | 4              | 1937      | 1969-1970       |
| Coppa delle Alpi                            | 3              | 1961      | 1971            |
| Coppa Anglo-Italiana                        | 2              | 1970      | 1973            |
| Coppa Latina                                | 1              | 1950      | 1950            |
| Coppa dell'Amicizia                         | 1              | 1960      | 1960            |
| Coppa d'Estate ex Coppa Piano Karl Rappan   | 1              | 1978      | 1978            |

L'esordio della Lazio in una competizione internazionale ebbe luogo con la partecipazione alla Coppa dell'Europa Centrale 1937, il massimo trofeo europeo dell'epoca. Il debutto in una competizione UEFA, invece, avvenne nel 1973 con la partecipazione alla Coppa UEFA.
Complessivamente, la Lazio ha all'attivo 33 partecipazioni a competizioni internazionali UEFA, in cui ha disputato 229 partite (60 in UEFA Champions League, 9 in Coppa delle Coppe UEFA, 151 in Coppa UEFA/UEFA Europa League, 4 in UEFA Europa Conference League, 4 in Coppa Intertoto UEFA e 1 in Supercoppa UEFA) ed ha vinto una Coppa delle Coppe UEFA ed una Supercoppa UEFA (1999), perdendo una finale di Coppa UEFA (1998).
La Lazio ha partecipato inoltre alle seguenti competizioni internazionali non UEFA: Coppa delle Fiere, Coppa Mitropa, Coppa delle Alpi, Coppa Anglo-Italiana, Coppa Latina, Coppa dell'Amicizia e Coppa d'Estate. Tra queste ha vinto una Coppa delle Alpi (1971), perdendo una finale di Coppa dell'Europa Centrale (1937). Come componente della selezione italiana ha invece contribuito alla vittoria di una Coppa delle Alpi (1961) e di una Coppa dell'Amicizia (1960).

### Record di squadra

#### Primati e piazzamenti
|  | Per i record correlati ai trofei vinti dalla Lazio a livello professionistico e/o giovanile, si veda Palmarès della Società Sportiva Lazio. |

|  | Per i record correlati con le convocatorie dei giocatori della Lazio alle diverse nazionali italiane, si veda La Società Sportiva Lazio e la nazionale di calcio dell'Italia. |

#### Partite-record della squadra

##### Vittorie con il massimo scarto

Roberto Mancini, tra i protagonisti degli storici quattro derby su quattro vinti nella stagione 1997-1998.

In assoluto, la vittoria della Lazio con il più ampio scarto in gare di campionato è il 13-1 inflitto alla Pro Roma il 10 novembre 1912, 2ª giornata del campionato 1912-1913. I marcatori dell'incontro furono Folpini, autore di ben sette reti, Saraceni I, che mise a segno una tripletta, con Consiglio, Faccani e Corelli I che incrementarono il risultato con un goal a testa. Per la Pro Roma segnò al 70' De Berardinis.
Per quanto riguarda la vittoria più ampia in trasferta, essa risale al 1º febbraio 1925, al campo Lungotevere Flaminio contro la Pro Roma, alla 7ª giornata di campionato. La Lazio vinse con un perentorio 10-1.
Relativamente ai derby, sono tre le vittorie in campionato con il massimo scarto (3-0): la prima è del 10 dicembre 2006, 15ª giornata del campionato 2006-2007, e i marcatori furono al 44' Ledesma, al 50' Oddo (r) ed al 72' Mutarelli; la seconda è del 2 marzo 2019, 26ª giornata del campionato 2018-2019, e i marcatori furono al 12' Caicedo, al 73' Immobile (r) e all'89' Cataldi; la terza vittoria è del 15 gennaio 2021, 18ª giornata del campionato 2020-2021, e i marcatori furono al 14' Immobile, al 23' e al 67' Luis Alberto.
L'11 aprile 2009, 31ª giornata del campionato 2008-2009, la Lazio travolge i dirimpettai giallorossi per 4-2 andando in rete con quattro giocatori differenti: al 2' Pandev, al 4' Zárate, al 58' Lichtsteiner ed all'85' Kolarov. Prima di allora, i biancocelesti non avevano mai realizzato quattro reti in un derby di campionato, mentre vi erano già riusciti all'andata dei quarti di finale della Coppa Italia 1997-1998; era il 6 gennaio 1998 quando la Lazio di Eriksson si impose con un perentorio 4-1 scaturito grazie ai gol di Bokšić, Jugović, Mancini e Fuser; la rete romanista la mise a segno Balbo su rigore. Durante la stessa stagione la Lazio raggiunse anche il record di vittorie consecutive annue nei derby: quattro su quattro. Oltre ai due scontri in campionato (1-3 / 2-0), gli uomini guidati da Sven-Göran Eriksson si aggiudicarono anche andata e ritorno dei quarti di finale di Coppa Italia (4-1 / 1-2).

Simone Inzaghi, autore di uno storico poker nel 5-1 all' nella UEFA Champions League 1999-2000.

Per quanto concerne la vittoria più ampia nelle coppe nazionali, questa risale al terzo turno della Coppa Italia 2014-2015, partita disputata all'Olimpico contro il Bassano Virtus terminata col punteggio di 7-0 in favore della Lazio. Andarono a segno, tutti nel secondo tempo, Candreva, de Vrij, Parolo, Basta e Klose, oltre a Keita, autore di una doppietta.
In assoluto, la vittoria con il massimo scarto raggiunta dalla Lazio nelle competizioni internazionali è quella ottenuta con il risultato di 6-0, conquistata il 18 agosto 2011 nell'andata dei preliminari di Europa League 2011-2012, in cui la Lazio travolge i macedoni del Rabotnički grazie ai goal di Hernanes, Mauri, Rocchi, Klose e alla doppietta di Cissé.
Per quanto riguarda la vittoria più ampia fuori casa in gare europee, essa presenta come risultato lo 0-4. Si è verificata per ben quattro volte: la prima ai 32esimi di finale della Coppa UEFA 1997-1998 contro il Vitória Guimarães, la seconda ai quarti di finale della Coppa delle Coppe 1998-1999 ai danni del Panionios, la terza alla 4ª giornata della 2ª fase della Champions League 1999-2000 contro gli sloveni del Maribor e la quarta nella fase a gironi dell'Europa League 2009-2010 in casa del Levski Sofia.
Altresì, da ricordare la vittoria interna per 5-1 contro l'Olympique Marsiglia, anch'essa ottenuta nella 2ª fase a gironi della Champions League edizione 1999-2000. Questa partita è ricordata anche per la quaterna messa a segno da Simone Inzaghi, fra i primi cinque giocatori di tutti i tempi ad aver siglato quattro reti in una singola partita (lo stesso Inzaghi si lascia anche parare un calcio di rigore).

##### Sconfitte con il massimo scarto
In assoluto, la sconfitta con il più ampio scarto subita dalla Lazio in gare di campionato è il 9-1 rimediato nella stagione 1926-1927 in casa del Novara. Da ricordare sono anche la debacle dell'annata 1933-1934, quando i biancocelesti furono travolti a Milano dall'Ambrosiana-Inter con un perentorio 8-1, e quella del 5 marzo del 1961, contro l'Inter di Helenio Herrera che a San Siro si impose sui laziali col risultato di 7-0.
La sconfitta interna in serie A con massimo scarto è lo 0-6 subito dall'Inter il 16 dicembre 2024 nella 16ª giornata del campionato 2024-25, come riportato nella tabella sottostante.
Nelle coppe nazionali fu il Genoa ad infliggere alla Lazio la sconfitta più pesante; accadde il 6 gennaio del 1937 in occasione dei quarti di finale di Coppa Italia, quando a Marassi la squadra del bomber Silvio Piola fu sconfitta dai "grifoni" genoani per 5-0.
Per quanto riguarda le coppe europee, la squadra capitolina subì la sua più larga sconfitta in occasione dei sedicesimi di ritorno della Coppa UEFA 1977-1978, quando le Aquile caddero in trasferta sotto i colpi dei padroni di casa del Lens. Al termine dei novanta minuti i francesi erano in vantaggio per 2-0 e, alla luce del risultato della gara d'andata (2-0 per la Lazio), la partita si prolungò fino ai tempi supplementari, durante i quali la compagine transalpina mise a segno quattro reti che, sommate alle altre due realizzate nei tempi regolamentari, fissarono il punteggio finale sul 6-0.

###### In campionato italiano
| In casa - Vittoria con il massimo scarto: 10/11/1912: Lazio-Pro Roma 13-1 (*) (2ª g. 1912-13) 31/1/1926: Lazio-Pro Roma 10-1 (*) (7ª g. 1925-26) 14/12/1913: Lazio-Pro Roma 9-0 (*) (6ª g. 1913-14) 21/12/1913: Lazio-Fortitudo 9-0 (*) (7ª g. 1913-14) - Sconfitta con il massimo scarto: 16/12/2024: Lazio-Inter 0-6 (16ª g. 2024-25) 13/3/1959: Lazio-Fiorentina 0-5 (11ª g. 1959-60) - Pareggio con il massimo numero di goal: 26/6/1921: Lazio-Naples 4-4 (*) (18ª g. 1920-21) 9/10/1999: Lazio-Milan 4-4 (5ª g. 1999-00) 2/12/2021: Lazio-Udinese 4-4 (15ª g. 2021-22) | In trasferta - Vittoria con il massimo scarto: 1/2/1925: Pro Roma-Lazio 1-10 (*) (7ª g. 1924-25) 15/12/1912: Pro Roma-Lazio 0-9 (*) (7ª g. 1912-13) 17/4/1921: Audace Roma-Lazio 0-9 (*) (14ª g. 1920-21) 10/5/1914: Internazionale Napoli-Lazio 0-8 (*) (14ª g. 1913-14) - Sconfitta con il massimo scarto: 22/5/1927: Novara-Lazio 9-1 (*) (6ª g. Girone finale 1926-27) 18/3/1934: Ambrosiana-Inter-Lazio 8-1 (26ª g. 1933-34) 5/3/1961: Inter-Lazio 7-0 (22ª g. 1960-61) - Pareggio con il massimo numero di goal: 24/06/1923: Savoia-Lazio 3-3 (*) (Finale Lega Sud and. 1922-23) 3/11/1929: Triestina-Lazio 3-3 (5ª g. 1929-30) 2/2/1936: Triestina-Lazio 3-3 (17ª g. 1935-36) 6/7/1947: Juventus-Lazio 3-3 (38ª g. 1946-47) 15/1/1956: Genoa-Lazio 3-3 (15ª g. 1955-56) 3/2/1957: Juventus-Lazio 3-3 (18ª g. 1956-57) 7/4/1974: Napoli-Lazio 3-3 (24ª g. 1973-74) 9/1/1977: Torino-Lazio 3-3 (12ª g. 1976-77) 24/1/1988: Taranto-Lazio 3-3 (19ª g. 1987-88) 6/9/1992: Sampdoria-Lazio 3-3 (1ª g. 1992-93) 17/9/1995: Bari-Lazio 3-3 (3ª g. 1995-96) 21/4/1996: Sampdoria-Lazio 3-3 (31ª g. 1995-96) 15/4/2000: Fiorentina-Lazio 3-3 (30ª g. 1999-00) 29/5/2005: Palermo-Lazio 3-3 (38ª g. 2004-05) 14/12/2008: Udinese-Lazio 3-3 (16ª g. 2008-09) 17/12/2017: Atalanta-Lazio 3-3 (17ª g. 2017-18) | In assoluto - Partita con il massimo numero di goal: 10/11/1912: Lazio-Pro Roma 13-1 (*) (2ª g. 1912-13) 6/12/1925: Lazio-Audace Roma 9-5 (*) (3ª g. 1925-26) 3/6/1923: Lazio-Libertas Palermo 10-2 (*) (15ª g. 1922-23) |

(*) Campionato Federale di Calcio (1898-29).

###### In competizioni internazionali
| In casa - Vittoria con il massimo scarto: 18/08/2011: Lazio-Rabotnicki 6-0 (Play-off, Europa League 2011-12) 28/9/1977: Lazio-Boavista 5-0 (Trentaduesimi di finale, Coppa UEFA 1977-78) 12/9/1995: Lazio-Omonia 5-0 (Trentaduesimi di finale, Coppa UEFA 1995-96) - Sconfitta con il massimo scarto: 4/11/2003: Lazio-Chelsea 0-4 (2ª fase, 4ª g. Champions League 2003-04) 23/2/2021: Lazio-Bayern Monaco 1-4 (Ottavi di finale, Champions League 2020-21) 22/10/1975: Lazio-Barcellona 0-3 (Sedicesimi di finale, Coppa UEFA 1975-76) 17/3/2016: Lazio-Sparta Praga 0-3 (Ottavi di finale, Europa League 2015-16) - Pareggio con il massimo numero di goal: 20/2/2003: Lazio-Wisla Cracovia 3-3 (Quarti di finale, Coppa UEFA 2003-04) | In trasferta - Vittoria con il massimo scarto: 16/9/1997: Vitória Guimarães-Lazio 0-4 (Trentaduesimi di finale, Coppa UEFA 1997-98) 4/3/1999: Paniōnios-Lazio 0-4 (Quarti di finale, Coppa delle Coppe 1998-99) 19/10/1999: Maribor-Lazio 0-4 (2ª fase, 4ª g. Champions League 1999-00) 1/10/2009: Levski Sofia-Lazio 0-4 (2ª fase, 2ª g. Europa League 2009-10) 6/12/2012: Maribor-Lazio 1-4 (2ª fase, 6ª g. Europa League 2012-13) 12/9/2000: Šachtar-Lazio 0-3 (2ª fase, 1ª g. Champions League 2000-01) 16/9/2004: Metalurh Donec'k-Lazio 0-3 (1º turno, Coppa UEFA 2004-05) 25/9/2024: Dinamo Kiev-Lazio 0-3 (Fase campionato, 1ª g. Europa League 2024-25) - Sconfitta con il massimo scarto: 2/11/1977: Lens-Lazio 6-0 dts (Sedicesimi di finale, Coppa UEFA 1977-78) 15/09/2022: Midtjylland-Lazio 5-1 (Fase a gironi, 2ª g. Europa League 2022-23) 24/10/1973: Ipswich Town-Lazio 4-0 (Sedicesimi di finale, Coppa UEFA 1973-74) 5/11/1975: Barcellona-Lazio 4-0 (Sedicesimi di finale, Coppa UEFA 1975-76) - Pareggio con il massimo numero di goal: 14/3/2001: Leeds Utd-Lazio 3-3 (2ª fase, 6ª g. Champions League 2000-01) 14/2/2013: Borussia M'gladbach-Lazio 3-3 (Sedicesimi di finale, Europa League 2012-13) 3/10/2013: Trabzonspor-Lazio 3-3 (2ª fase, 2ª g. Europa League 2013-14) 27/2/2014: Ludogorec-Lazio 3-3 (Sedicesimi di finale, Europa League 2013-14) |

Statistiche aggiornate al 16 dicembre 2024.

### Record della squadra in Serie A
- Maggior numero di vittorie: 24 (2019-20)
- Maggior numero di vittorie consecutive: 11 (2019-20)
- Maggior numero di vittorie consecutive in casa: 12 (2020-21)
- Maggior numero di vittorie consecutive in trasferta: 7 (2000-01)
- Minor numero di vittorie: 2 (1984-85)
- Minor numero di sconfitte: 3 (1972-73)
- Maggior numero di gol segnati: 89 (2017-18)
- Minor numero di gol subiti: 16 (1972-73)

- Maggior numero di partite senza subire reti: 21 (2022-23)
- Maggior numero di squadre battute in un singolo campionato: 17 (2019-20, 2022-23)
- Maggior numero di punti:
  - Vittoria da 2 punti: 43 (1972-73, 1973-74)
  - Vittoria da 3 punti: 78 (2019-20)
- Minor numero di punti:
  - Vittoria da 2 punti: 15 (1984-85)
  - Vittoria da 3 punti: 44 (2004-05)

### Altre statistiche e record
- Record di vittorie consecutive in Coppa Italia: 8 (7 nella Coppa Italia 2008-2009 e 1 nella Coppa Italia 2009-2010).
- Miglior cannoniere stagionale:
  - Divisione Nazionale: Aldo Spivach con 13 reti nella Stagione 1928-1929.
  - Serie A: Ciro Immobile con 36 reti nella Stagione 2019-2020.
  - Serie B: Giorgio Chinaglia con 21 reti nella Stagione 1971-1972.
- Miglior marcatore in una gara europea: Simone Inzaghi, 4 reti in Lazio-Olympique Marsiglia 5-1 (14 marzo 2000), nella UEFA Champions League 1999-2000.
- Miglior cannoniere in Coppa Italia: Bruno Giordano con 18 reti.
- Miglior marcatore in una gara di Coppa Italia: Bruno Giordano e Tijjani Noslin, 3 reti rispettivamente in Lazio-Ternana 4-1 nella Coppa Italia del 1977-1978 e in Lazio-Napoli 3-1 nella Coppa Italia del 2024-2025.
- Miglior rigorista in campionato: Ciro Immobile con 35 reti.
- Portiere con la striscia d'imbattibilità più lunga in campionato: Luca Marchegiani con 745 minuti d'imbattibilità nella Stagione 1997-1998.
- Acquisto più costoso: Hernán Crespo (dal Parma), 53.600.000 di Euro (2000).
- Cessione più remunerativa: Christian Vieri (all'Inter), 48.300.000 di Euro (1999).
- Record di abbonati: 41.539 nella Stagione 2003-2004.
- Record di pubblico in campionato Serie A: 78.886 spettatori in Lazio-Foggia del 12 maggio 1974.
- Record di pubblico in campionato Serie B: 65.850 spettatori in Lazio-Milan del 19 dicembre 1982.
- Record di pubblico in competizioni europee: 69.873 spettatori in Lazio-Porto del 24 aprile 2003, nella Coppa UEFA 2002-2003.

#### Altri record
- La Lazio ha conquistato la Coppa Italia 2008-2009 vincendo tutte le partite (7 su 7), eguagliando un record stabilito precedentemente dal Napoli nella Coppa Italia 1986-1987 (13 su 13) e dalla Fiorentina nella Coppa Italia 1995-1996 (8 su 8).
- La Lazio condivide con Torino (1942-1943), Juventus (1959-1960, 1994-1995, 2014-2015, 2015-2016, 2016-2017 e 2017-2018), Napoli (1986-1987) ed Inter (2005-2006 e 2009-2010) il primato di aver vinto nella stessa stagione Scudetto e Coppa Italia (1999-2000).

### Numeri di maglia ritirati
La S.S. Lazio ha deciso nella stagione 2003-04, sotto la presidenza del compianto presidente Ugo Longo, di ritirare la maglia nº12 come segno di riconoscenza verso la Curva Nord, cuore del tifo biancoceleste, considerata il dodicesimo uomo in campo.

### Voci generiche
- Statistiche del campionato italiano di Serie A
- Classifica perpetua del campionato italiano di calcio (1898-1929)
- Classifica perpetua del campionato italiano di Serie A
- Statistiche delle competizioni UEFA per club

### Voci affini
- Successi sportivi della Società Sportiva Lazio
- Calciatori della Società Sportiva Lazio
- Presidenti della Società Sportiva Lazio
- Allenatori della Società Sportiva Lazio